# Sardin
Sardin (arab. سردين) – wieś w Syrii, w muhafazie Idlib. W 2004 roku liczyła 517 mieszkańców.